# 西久方町
西久方町（にしひさかたちょう）は、群馬県桐生市の町名。現行行政地名は西久方町一丁目及び西久方町二丁目。郵便番号は376-0054。

## 地理
桐生市の中部、物見山の麓に位置する。東久方町・天神町・平井町とともに桐生市第十区に属する。東部は本町・横山町に、南部から西部にかけて宮本町に、北部は平井町にそれぞれ接する。
町内を山手通りが南北に貫いている。町内北部が一丁目、南部が二丁目となっている。二丁目の寂光院周辺は、近世に桐生領の支配のため築かれた桐生陣屋の跡地である。山手通りの西側は丘陵地となっており、円満寺・寂光院・妙音寺・法経寺・青蓮寺など多くの寺院がある。山手通りの東側は住宅地となっており、桐生市立北小学校・群馬県立桐生工業高等学校がある。

## 歴史
かつての下久方村の一部にあたる。1889年（明治22年）の町村制施行により、桐生新町、新宿村、安楽土村、下久方村、上久方村平井が合併して桐生町が発足、下久方村は桐生町の大字の一つとなる。1921年（大正10年）の市制施行を経て、1929年（昭和4年）に大字が廃止され現在の町名である「西久方町」となった。

## 世帯数と人口
2022年（令和4年）1月31日現在の世帯数と人口は以下の通りである。
| 丁目           | 世帯数  | 人口  |
| -------------- | ------- | ----- |
| 西久方町一丁目 | 150世帯 | 279人 |
| 西久方町二丁目 | 31世帯  | 64人  |
| 計             | 181世帯 | 343人 |

## 小・中学校の学区
市立小・中学校に通う場合、学区は以下の通りとなる。
| 丁目           | 番地 | 小学校           | 中学校             |
| -------------- | ---- | ---------------- | ------------------ |
| 西久方町一丁目 | 全域 | 桐生市立北小学校 | 桐生市立清流中学校 |
| 西久方町二丁目 | 全域 | 桐生市立北小学校 | 桐生市立清流中学校 |

## 交通

### 鉄道
町内に鉄道駅はない。

### 道路
町の南北を山手通りが通過している。

## 施設

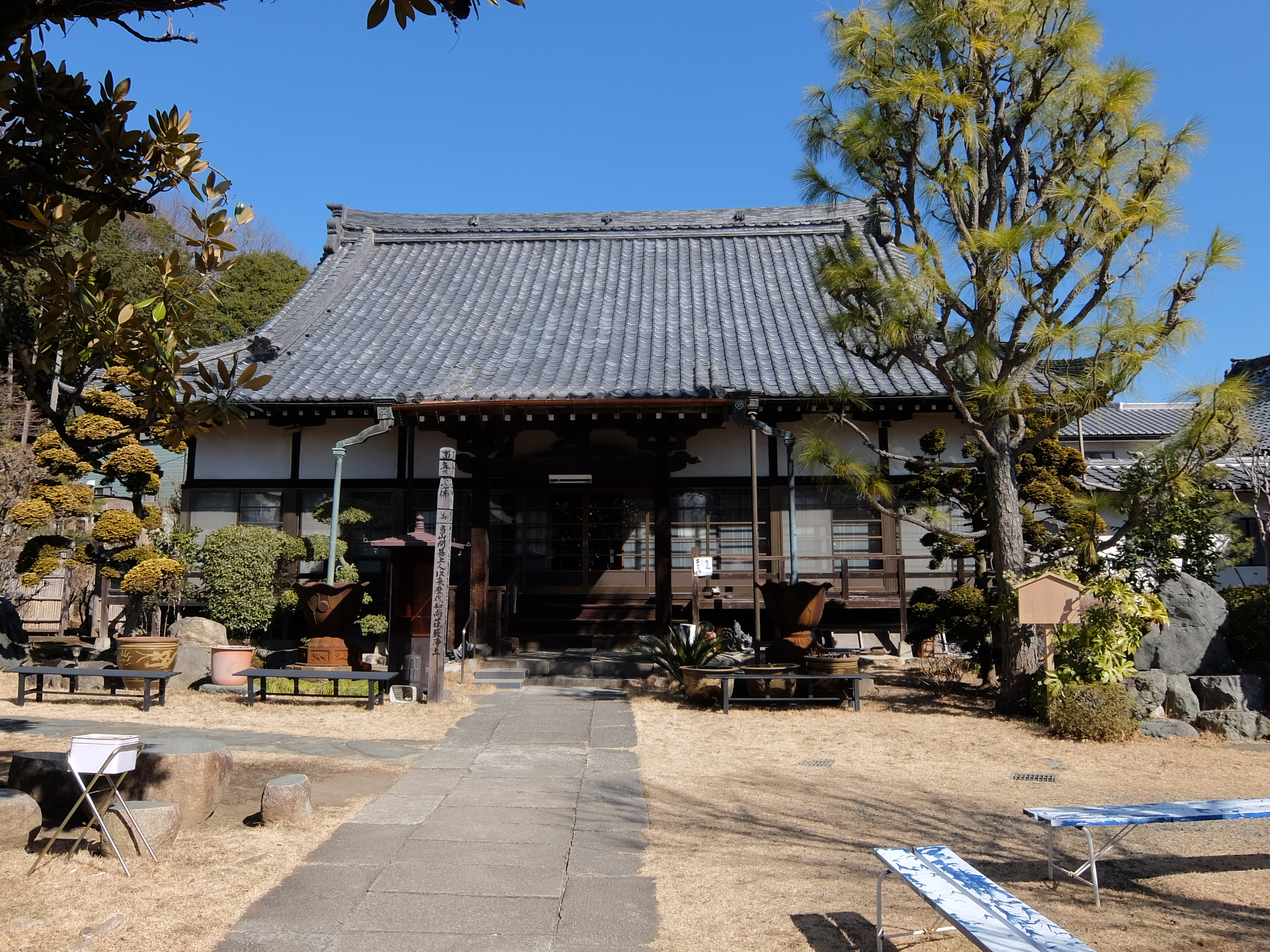
青蓮寺

- 群馬県立桐生工業高等学校
- 桐生市立北小学校
- 円満寺
- 寂光院
- 妙音寺
- 法経寺
- 青蓮寺

## 避難所
- 桐生工業高等学校（洪水災害、土砂災害、地震、大規模火災、内水氾濫時の緊急避難場所及び指定避難所）[7]
- 北中学校跡（洪水災害、大規模火災、内水氾濫時の緊急避難場所）
- 旧北幼稚園（洪水災害、土砂災害、内水氾濫時の緊急避難場所及び指定避難所）
- 北小学校（洪水災害、土砂災害、地震、大規模火災、内水氾濫時の緊急避難場所及び指定避難所）